# Korea Electric Power Corporation
Korea Electric Power Corporation (KEPCO, coréen : 한국전력공사), littéralement la Société de l'électricité de Corée est la plus grande compagnie d'électricité en Corée du Sud, responsable de la production, du transport et de la distribution d'électricité ainsi que du développement de projets d'énergie électriques nucléaires, éoliens et thermiques. L'entreprise, détenue à 51 % par le gouvernement coréen, produit 93 % de l'électricité de la Corée du Sud. Elle se classe au 7e rang mondial pour la puissance installée de ses centrales électriques.
Avec ses filiales et autres sociétés affiliées, KEPCO dispose d'une puissance installée de 65 383 MW. La société se classe au 271e rang des plus grandes entreprises mondiales selon le classement Fortune Global 500 de 2011. KEPCO est membre du Conseil mondial de l'énergie, de l'Association nucléaire mondiale et l'Association mondiale des exploitants nucléaires. En date d'août 2011, la cote de crédit de l'entreprise se situe à A+ avec Fitch Ratings, tandis que Moody's lui a attribué une cote A1 stable.
Son siège social situé dans le quartier Samseong-dong de l'arrondissement Gangnam-gu de la capitale Séoul, doit déménager dans la ville de Naju, dans la province du Jeolla du Sud en août 2014, dans le cadre d'un vaste programme de décentralisation du gouvernement coréen. Le déménagement, qui est discuté depuis plusieurs années, est controversé. Le président et chef de la direction de KEPCO est Hwan-Ik Cho.

## Historique

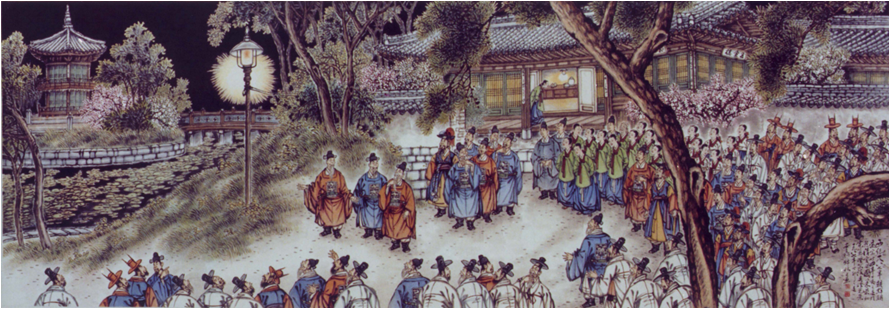
Allumage de la première ampoule électrique en Corée, au palais de Gyeongbokgung en 1887.

KEPCO retrace ses origines à Hanseong Jeongi Hoesa (Compagnie électrique de Séoul), fondée en 1898 pendant la période Joseon. Le décret de contrôle de l'électricité de Chosun adopté par le gouvernement colonial en mars 1943 a fusionné plusieurs compagnies d'électricité au sein de la Korea Electric Power Company (KEPC). La Korea Electric Company (KECO), a été créée le 1er juillet 1961 par la fusion de la KEPC avec deux distributeurs, Gyeongsung Electric Company et South Korea Electric Company. En 1982, KECO est devenue entreprise publique à part entière et prend le nom de Korea Electric Power Corporation (KEPCO).

Le titre de KEPCO a été inscrit au Korea Composite Stock Price Index (Kospi) le 10 août 1989 et à la Bourse de New York en 1994. En 1996, KEPCO a été nommée maître d'œuvre du projet de construction d'un réacteur à eau légère en Corée du Nord sous l'égide de l'Organisation de développement énergétique coréenne, un projet qui a finalement été abandonné en 2006. Dans le cadre de la restructuration du secteur électrique amorcée au milieu des années 1990, les activités de production d'électricité ont été divisées en vertu de la Loi sur la promotion de la restructuration du secteur de l'énergie électrique, qui est entrée en vigueur le 23 décembre 2000. La loi forme la Korea Hydro & Nuclear Power, responsable de la production nucléaire et hydroélectrique, ainsi que cinq sociétés de production d'électricité thermique.
En octobre 2012, la Société de l'assurance dépôt de la Corée (KDIC) a vendu sa participation de 3,6 % dans KEPCO pour un montant d'environ 550 millions de dollars.

### Filiales
KEPCO est composée de six sociétés de production d'électricité et de quatre filiales dans des secteurs d'activité connexes. L'entreprise détient également une participation dans quatre sociétés affiliées -- Korea Electric Power Industrial Development Corporation, Korea Gas Corporation, Korea District Heating Corporation et LG Uplus Corporation.

#### Production électrique
La Korea Hydro & Nuclear Power (KHNP) est la plus importante de ces filiales de production. Elle exploite 21 réacteurs nucléaires et 27 centrales hydroélectriques pour un total de 18 265 MW de puissance installée en date de décembre 2010.
La Korea South-East Power (KOSEP) exploite le site thermique de Samcheonpo et la centrale thermique de Yeongheung. La puissance de ses installations s'élève à 8 976 MW. Korea Midland Power (KOMIPO) est responsable du site thermique de Boryeong et de la centrale thermique de Yeongheungpour et dispose d'une puissance de 9 399 MW. Korea Western Power exploite la centrale thermique de Taean et gère une puissance installée totale de 9 604 MW, répartie en 8 unités alimentées au charbon sous-bitumineux, 24 unités à cycle combiné au GNL, 4 unités au fioul et 4 unités de pompage-turbinage. Korea Southern Power est responsable du site thermique de Hadong et gère 9 638 MW alors que Korea East-West Power est l'opérateur des centrales au charbon de Dangjin et de Honam et dispose d'un total de 9 510 MW.

#### Autres filiales
KEPCO Engineering & Construction (KEPCO E&C (en)) est une société d'ingénierie qui conçoit et développe des centrales nucléaires et thermiques. KEPCO détient une participation de 77,94 % dans KEPCO E&C.
Korea Nuclear Fuel (KNF) est spécialisée dans la conception et la fabrication du combustible nucléaire ainsi que des services d'ingénierie de carburant. KNF est le seul producteur de combustible nucléaire fabriquant à la fois du combustible pour les réacteurs à eau légère (LWR) et à l'eau lourde (HWR). La participation de KEPCO dans KNF s'élève à 96,4 %.
Korea Plant Service & Engineering est détenue à 75 % par KEPCO. La filiale fournit des services de maintenance d'installations de production et de transport électrique, ainsi que pour différentes installations industrielles.
Korea Electric Power Data Network est détenue à 100 % par la KEPCO. Elle fournit des services de technologies de l'information couvrant toute une gamme d'activités de production, de transport, de distribution et de service à la clientèle dans le domaine électrique.

## Principaux actionnaires
Au 24 août 2021.
| Gouvernement de la Corée du Sud                   | 51,1% |
| Service National des Pensions de Corée            | 6,43% |
| The Vanguard Group                                | 0,83% |
| Orbis Investment Management (en)                  | 0,70% |
| Eastspring Investments                            | 0,53% |
| Matthews International Capital Management         | 0,44% |
| Korea Electric Power Corp. (Actionnariat salarié) | 0,43% |
| Fidelity Management & Research                    | 0,38% |
| Tweedy, Browne (en)                               | 0,31% |
| Samsung Asset Management                          | 0,30% |

## Opérations

### En Corée du Sud
En Corée du Sud, KEPCO est le principal fournisseur d'électricité aux clients industriels, commerciaux, résidentiels, institutionnels et agricoles. Au 31 décembre 2011, la puissance installée totale des centrales de KEPCO atteignait 67 001 MW et regroupait 503 unités de production nucléaire, thermique (pétrole, charbon, gaz naturel liquéfié), hydraulique, éolienne et solaire. Le réseau de transport de KEPCO comptait 31 249 km de circuits à haute tension, dont un réseau à 765 kV,.

#### Secteur nucléaire
KEPCO offre une gamme complète de services dans le secteur nucléaire allant de la conception et de l'ingénierie des centrales jusqu'à la fabrication de combustible nucléaire, en passant par la mise en service, l'exploitation, l'entretien et le déclassement des installations. La construction de centrales nucléaires en tant que telle est effectuée par les grandes entreprises de travaux publics coréennes, tandis que la fabrication des éléments-clés des centrales nucléaires est confiée à des manufacturiers comme Doosan Heavy Industries & Construction et Westinghouse Electric Company. En 2009, KEPCO a remporté le contrat de construction de quatre réacteurs APR-1400 aux Émirats arabes unis. Le contrat est évalué à environ 20 milliards de dollars,.

### Activités internationales
Les activités internationales de KEPCO ont débuté en 1993 avec la signature d'un contrat de génie-conseil pour la maintenance de la centrale nucléaire de la Baie de Daya, à Shenzhen en Chine. En 2013, les activités internationales de l'entreprise sont menées dans 13 pays.
En outre, KEPCO est très présente aux Philippines, où elle est à l'œuvre depuis 1996, après avoir obtenu un contrat pour la réfection et l'exploitation de la centrale thermique de Malaya. La même année, KEPCO remportait un appel de propositions pour la construction de la centrale d'Ilijan, une usine à gaz à cycle combiné de 1 200 MW, en mode construction–exploitation–transfert de projet. À ce jour, KEPCO est responsable de l'exploitation de 12 % de la puissance électrique installée aux Philippines avec quatre centrales, dont le complexe de Naga et la centrale à combustion en lit fluidisé de Cebu.
KEPCO a réalisé des missions d'assistance technique dans le domaine du transport et de la distribution en Birmanie, au Cambodge, au Vietnam, en Indonésie, en Libye, en Ukraine, au Paraguay et en Égypte. L'entreprise développe également des projets éoliens en Chine, notamment le projet de parc éolien de Gansu dont la construction a débuté en 2007. La société détient également des participations dans des projets éoliens en Mongolie-Intérieure et au Riaoning, ainsi que dans la province chinoise de Shanxi.

En 2010, un consortium formé de KEPCO, de Samsung C&T et de la firme mexicaine Techint a obtenu un contrat de construction et d'exploitation de la centrale Norte II, une centrale au gaz à cycle combiné de 433 MW dans l'état mexicain de Chihuahua. Depuis 2005, KEPCO exporte de l'électricité à la Zone industrielle de Kaesong, en Corée du Nord.
En 2009, Korea Hydro & Nuclear Power (KHNP) emporte le contrat de construction de la centrale nucléaire de Barakah aux Émirats arabes unis, constituée de 4 réacteurs à eau pressurisée de 3e génération (APR-1400) d’une puissance cumulée de près de 5 600 MW. Sa construction a débuté en 2012, le premier réacteur a été connecté au réseau électrique à l’été 2020. Le quatrième réacteur, Barakah-4, est connecté au réseau le 23 mars 2024.
En juillet 2024, le consortium emmené par le groupe KHNP est désigné par le gouvernement tchèque comme « le candidat préférentiel » pour la construction de deux réacteurs APR1000 dans la centrale nucléaire de Dukovany. Le consortium regroupe KHNP, filiale de l'électricien public KEPCO, Doosan Enerbility, le fournisseur d'équipement nucléaire majeur du pays, et le constructeur local Daewoo E & C. Le gouvernement tchèque promet de se prononcer dans les cinq prochaines années sur la construction, à un prix similaire (17 milliards de dollars), de deux autres unités dans la centrale nucléaire de Temelín. La Corée du sud s'est fixé comme objectif d'exporter au moins 10 réacteurs nucléaires d'ici à 2030. KHNP réalise déjà une étude de faisabilité pour la construction de réacteurs nucléaires aux Pays-Bas à la demande du gouvernement néerlandais, discute avec le gouvernement polonais d'un contrat de construction de deux réacteurs et compte participer aux appels d'offres qui devraient prochainement être lancés en Finlande et en Suède.

### Ressources naturelles
La société s'est donné l'objectif d'accroître son autosuffisance en carburant à 60 % d'ici 2020. Dans cet esprit, KEPCO s'est lancé dans plusieurs transactions au cours des dernières années. En 2009, KEPCO a acquis une participation de 1,5 % dans l'entreprise indonésienne Adaro Energy, l'assurant d'un approvisionnement de 3 millions de tonnes de charbon par an. L'année suivante, elle met la main sur la mine australienne de charbon Bylong, qu'elle achète de l'Anglo American PLC. Toujours en 2010, KEPCO achète une participation de 20 % dans le projet Bayan Resources, encore en Indonésie, qui lui permettait cette fois-ci d'augmenter son taux d'autosuffisance en charbon de 7 millions de tonnes supplémentaires par année, à compter de 2015.
La même stratégie s'étend aussi au combustible nucléaire. La société a acquis 17 % de la société canadienne Denison Mines et une participation de 10 % dans l'importante mine d'uranium d'Imouraren, qu'exploite Areva au Niger. En 2010, KEPCO signe un partenariat avec Areva pour le développement conjoint de mines d'uranium.

### Réseau intelligent
Au début de 2011, KEPCO a annoncé un investissement de 7,2 milliards de dollars pour implanter des projets de réseaux électriques intelligents d'ici 2030, permettant à l'entreprise d'augmenter l'efficience de son réseau de distribution électrique et réduire les émissions nationales de gaz à effet de serre.
L'entreprise compte également parmi les 168 participants d'un projet de démonstration des réseaux intelligents sur l'île de Jeju, le Jeju Smart Grid Demonstration Project (en), lancé peu après la publication de la feuille de route nationale sur la Smart grid, en 2009. En juin 2011, KEPCO signait une entente de coopération avec IBM pour construire un Centre des opérations pour le projet de démonstration de l'île Jeju.